# Rogny-les-Sept-Écluses
Rogny-les-Sept-Écluses este o comună în departamentul Yonne, Franța. În 2009 avea o populație de 720 de locuitori.

## Evoluția populației
| An        | 1975 | 1982 | 1990 | 1999 | 2006 | 2009 |
| --------- | ---- | ---- | ---- | ---- | ---- | ---- |
| Populație | 735  | 740  | 725  | 725  | 708  | 720  |